# ودلي لويس
ودلي لويس (بالإنجليزية: Woodley Lewis) هو لاعب كرة قدم أمريكية أمريكي، ولد في 14 يونيو 1925 في لوس أنجلوس في الولايات المتحدة، وتوفي بنفس المكان في 29 ديسمبر 2000.

## وصلات خارجية
- ودلي لويس على موقع مرجع كرة القدم المحترفة.كوم (الإنجليزية)